# Scheldeprijs 1941
De 30ste editie van de wielerwedstrijd Scheldeprijs werd gereden op 19 juli 1941. De wedstrijd begon in Schoten en eindigde 154 kilometer later in Schoten. De editie van 1940 was afgelast.
De zege ging naar de Belg Stan Ockers.

## Uitslag
| Scheldeprijs 1941 |                         |      |
| Plaats            | Naam                    | Tijd |
| Winnaar           | Stan Ockers             | ?    |
| 2                 | Odiel Vanden Meerschaut | ?    |
| 3                 | Emiel Faignaert         | ?    |